# 三阳十字路口站
三陽十字路口站（：／ Samyang-sageori yeok */?）是牛耳新設線沿線的一座地下車站，位於韓國首爾特別市江北區彌阿洞。

## 車站結構
站體為2面2線側式月台的地下車站，候車月台設有月台幕門，並有2處出口。

### 月台配置
| 三陽 ↑ |
| \| 上  |
| ↓ 松泉 |

| 月台 | 路線                  | 目的地                         |
| ---- | --------------------- | ------------------------------ |
| 上行 | ●首爾輕電鐵牛耳新設線 | 四一九民主墓地、北漢山牛耳方向 |
| 下行 | ●首爾輕電鐵牛耳新設線 | 誠信女子大學、普門、新設洞方向 |

## 歷史
- 2017年3月2日：三阳十字路口站车站名正式确定。[1]
- 2017年9月2日：落成啟用。

## 車站周邊
- 首尔三阳初等學校
- 三陽洞郵局
- 聖岩女子中學
- 誠庵國際貿易高校
- 松泉洞住民中心
- 弥阿站

## 相鄰車站
牛耳新设轻电铁
●首爾輕電鐵牛耳新設線
三陽（S115）－三阳十字路口（S116）－松泉（S117）